# إمبراطورية البرازيل
الإمبراطورية البرازيلية، إمبراطورية تأسست عام 1822 في البرازيل، وفي عام 1889 تحولت إلى جمهورية. كانت إمبراطورية البرازيل دولة من القرن التاسع عشر تتكون بشكل واسع من الأراضي التي تشكل البرازيل الحديثة و (حتى 1828) الأوروغواي. كانت حكومتها ملكية دستورية برلمانية تمثيلية تحت حكم الأباطرة الدون بيدرو الأول وابنه دوم بيدرو الثاني. أصبحت مُستعمرة مملكة البرتغال، البرازيل مقر الإمبراطورية البرتغالية الاستعمارية في عام 1808، عندما فر الأمير البرتغالي، في وقت لاحق الملك الدون جواو السادس، من غزو نابليون للبرتغال وأسس نفسه وحكومته في مدينة ريو دي جانيرو البرازيلية. عاد جواو السادس في وقت لاحق إلى البرتغال، وترك ابنه الأكبر ووريثه، بيدرو، لحكم مملكة البرازيل كوصي. في 7 سبتمبر 1822، أعلن بيدرو استقلال البرازيل، وبعد شن حرب ناجحة ضد مملكة والده، تم الإشادة به في 12 أكتوبر باعتباره بيدرو الأول، أول إمبراطور للبرازيل. كانت الدولة الجديدة ضخمة ولكنها قليلة السكان ومتنوعة عرقياً.
وكانت الامبراطورية كيان سياسي يضم كلًا من البرازيل والأوروغواي. وكانت تحكم من قبل الإمبراطور بيدرو الأول وابنه بيدرو الثاني. حكم الإمبراطور الأول من عام 1822 إلى عام 1831 حين ورث ابنه بيدرو الثاني الحكم واستمر حتى عام 1889. زالت الإمبراطورية في أحداث تلت دمار نظام العبودية عام 1888، والتي أثرت سلباً على اقتصاد البلاد.
على عكس مُعظم جمهوريات أمريكا اللاتينية المجاورة، كانت البرازيل تتمتع بالاستقرار السياسي والنمو الاقتصادي النابض بالحياة، وحرية التعبير المضمونة دستوريًا، واحترام الحقوق المدنية لرعاياها، وإن كان ذلك مع القيود القانونية على النساء والعبيد، فإن الأخير يعتبر ملكية وليس مواطنين. تم انتخاب برلمان الإمبراطورية المؤلف من مجلسين بطرق ديمقراطية نسبياً للعصر، كما تم انتخاب المجالس التشريعية الإقليمية والمحلية. أدى هذا إلى صراع أيديولوجي طويل بين بيدرو الأول وفصيل برلماني كبير حول دور الملك في الحكومة. وواجه عقبات أُخرى. أدت حرب السيزبلاتين الفاشلة ضد المُقاطعات المتحدة المجاورة في ريو دي لا بلاتا في عام 1828 إلى انفصال إقليم سيزبلاتينا (أصبحت فيما بعد الأوروغواي). وفي عام 1826، على الرغم من دوره في الاستقلال البرازيلي، أصبح ملكاً للبُرتغال، وتخلى فوراً عن العرش البرتغالي لصالح ابنته الكبرى. بعد عامين، أُغتصبت السلطة من قبل الأخ الأصغر لبيدرو الأول ميغيل. وكان غير قادر على التعامل مع كل من الشؤون البرازيلية والبرتغالية، تخلى بيدرو الأول عن العرش البرازيلي في 7 أبريل 1831 وغادر على الفور إلى أوروبا لاستعادة ابنته إلى العرش البرتغالي.
كان خليفة بيدرو الأول في البرازيل ابنه بيدرو الثاني البالغ من العمر خمس سنوات. وبما أن الأخير كان لا يزال قاصرا، فقد تم إنشاء سلطة ضعيفة. أدى الفراغ في السلطة الناجم عن غياب الملك الحاكم باعتباره الحكم النهائي في النزاعات السياسية إلى حروب أهلية إقليمية بين الفصائل المحلية. بعد أن ورث إمبراطورية على شفا التفكك، تمكن بيدرو الثاني، بمُجرد إعلانه عن سن الرشد، من جلب السلام والاستقرار إلى البلاد، التي أصبحت في نهاية المطاف قوة دولية ناشئة. كانت البرازيل مُنتصرة في ثلاث صراعات دولية (حرب البلاتين، وحرب الأوروغواي وحرب الباراجواي) تحت حكم بيدرو الثاني، وسادت الإمبراطورية في العديد من النزاعات الدولية الأخرى وتفجر الصراعات الداخلية. مع الازدهار والتنمية الاقتصادية جاء تدفق الهجرة الأوروبية، بما في ذلك البروتستانت واليهود، على الرغم من أن البرازيل ظلت معظمها كاثوليكية. وقد تم تقييد الرق، الذي كان منتشراً في بادئ الأمر، بالتشريعات المُتعاقبة حتى الإلغاء النهائي له في عام 1888. وقد تطورت الفنون البصرية والأدب والمسرح البرازيلي خلال هذا الوقت من التقدم. على الرغم من تأثرها الشديد بالأنماط الأوروبية التي تراوحت بين الكلاسيكية الحديثة والرومانسية، فقد تم تكييف كل مفهوم لخلق ثقافة كانت برازيلية فريدة.
على الرغم من أن العقود الأربعة الأخيرة من عهد بيدرو الثاني اتسمت بالسلام الداخلي المُستمر والازدهار الاقتصادي، إلا أنه لم يكن لديه رغبة في رؤية بقاء النظام الملكي بعد حياته ولم يبذل أي جهد للحفاظ على دعم المؤسسة. كان القادم في خطّ العرش ابنته الأميرة إيزابيل، غير أنّ بيدرو الثاني والطبقات السائدة لم يعتبروا وجود المرأة في الملكيّة مقبولاً، وبسبب عدم وجود أي وريث على قيد الحياة، لم ير القادة السياسيون للإمبراطورية سببًا للدفاع عن الملكية. بعد حكم دام 58 عامًا، وفي 15 نوفمبر 1889 تمت الإطاحة بالإمبراطور في انقلاب مفاجئ بقيادة مجموعة من القادة العسكريين الذين كان هدفهم تشكيل جمهورية برئاسة ديكتاتور، وتشكيل أول جمهورية برازيلية.

## التاريخ

علم الإمبراطورية البرازيلية

### تاريخ إمبراطورية البرازيل

#### الاستقلال والسنوات الأولى
الأراضي التي ستعرف باسم البرازيل كانت تطالب بها البرتغال في 22 أبريل 1500، عندما هبط الملاح بيدرو ألفاريز كابرال على ساحلها. تبعت التسوية الدائمة في عام 1532، وعلى مدى 300 عام توسع البرتغالي ببطء إلى الغرب حتى وصلوا إلى جميع حدود البرازيل الحديثة تقريبًا. في عام 1808، غزا جيش الإمبراطور الفرنسي نابليون الأول البرتغال، مما أجبر العائلة المالكة البرتغالية - بيت براغانزا، فرع من سلالة الكابيتون التي تعود إلى ألف عام - إلى المنفى. أعادوا تأسيس أنفسهم في مدينة ريو دي جانيرو البرازيلية، التي أصبحت المقر غير الرسمي للإمبراطورية البرتغالية.

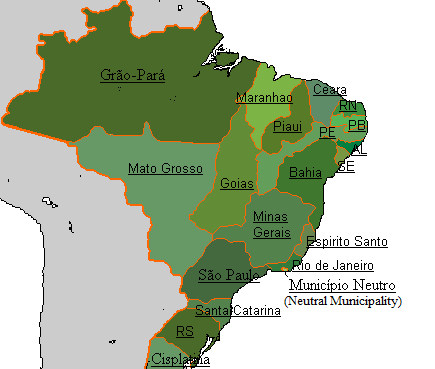

في عام 1815، أنشأ ولي العهد البرتغالي الدون جواو (في وقت لاحق جواو السادس)، بصفته الوصي، المملكة المتحدة لبرتغال والبرازيل والغرب، والتي رفعت وضع البرازيل من مستعمرة إلى المملكة. اعتلى العرش البرتغالي في العام التالي، بعد وفاة والدته ماريا الأولى البرتغال. وعاد إلى البرتغال في أبريل 1821، تاركا وراءه ابنه ووريثه، الأمير دوم بيدرو، ليحكم البرازيل كوصي له. تحركت الحكومة البرتغالية على الفور لإلغاء الحكم الذاتي السياسي الذي منحته البرازيل منذ عام 1808. وكان التهديد بفقد سيطرتهم المحدودة على الشؤون المحلية قد أشعلت مُعارضة واسعة النطاق بين البرازيليين. لكن خوسيه بونيفاسو دي أندرادا وإلى جانب زعماء برازيليين آخرين، أقنعوا بيدرو بإعلان استقلال البرازيل عن البرتغال في 7 سبتمبر 1822. وفي 12 أكتوبر، تم تكريم الأمير بيدرو الأول، بالإمبراطور الأول للإمبراطورية البرازيلية التي أنشئت حديثًا، وهي ملكية دستورية. عارض إعلان الاستقلال في جميع أنحاء البرازيل وحدات عسكرية مسلحة موالية للبرتغال، وخاضت حرب الاستقلال جميع أنحاء البلاد، بمعارك في المناطق الشمالية والشمالية الشرقية والجنوبية. كما استسلم آخر الجنود البرتغاليين في مارس 1824، واعترفت البرتغال بالاستقلال في أغسطس 1825.
واجه بيدرو الأول عددًا من الأزمات خلال فترة حكمه. قاد تمرد انفصالي في مقاطعة سيزبلاتينا في أوائل عام 1825 والمحاولة اللاحقة من المقاطعات المتحدة من ريو دي لا بلاتا (الأرجنتين لاحقا) لضم إمبراطورية سيزبلاتينا في حرب السيزبلاتين: «حرب طويلة، غير أخلاقية، وغير مجدية في الجنوب». في مارس 1826، توفي جواو السادس ورث بيدرو الأول التاج البُرتغالي، وأصبح لفترة قصيرة الملك بيدرو الرابع من البرتغال قبل التنازل لصالح ابنته الكبرى، ماريا الثاني. تفاقم الوضع في عام 1828 عندما انتهت الحرب في الجنوب بفقدان البرازيل سيسبلاتينا، التي ستصبح جمهورية الأوروغواي المُستقلة. خلال نفس السنة في لشبونة، استحوذ الأمير ميغيل العرش من ماريا الثاني، الأخ الأصغر لبيدرو الأول.
ظهرت صعوبات أخرى عندما افتتح البرلمان الإمبراطوري، والجمعية العامة، في عام 1826. كان بيدرو الأول، جنباً إلى جنب مع نسبة كبيرة من السلطة التشريعية، وجادل السلطة القضائية المستقلة، وهي هيئة تشريعية مُنتخبة شعبياً والحكومة التي سيقودها الإمبراطور الذي عقد سلطات تنفيذية واسعة وصلاحيات. جادل آخرون في البرلمان عن هيكل مُماثل، فقط مع دور أقل تأثيراً للعاهل والسلطة التشريعية التي تُهيمن على السياسة والحكم. والنضال حول ما إذا كان سيهيمن على الحكومة من قبل الإمبراطور أو من قبل البرلمان تم نقله إلى نقاشات من 1826 إلى 1831 بشأن تأسيس الهيكل الحكومي والسياسي. وعدم القدرة على التعامل مع المشاكل في كل من البرازيل والبرتغال في وقتاً واحداً، لكن تخلى الإمبراطور عن العرش لإبنه، بيدرو الثاني، وفي 7 أبريل 1831 وأبحر على الفور لأوروبا لاستعادة العرش لابنته.

### فوضى سياسية

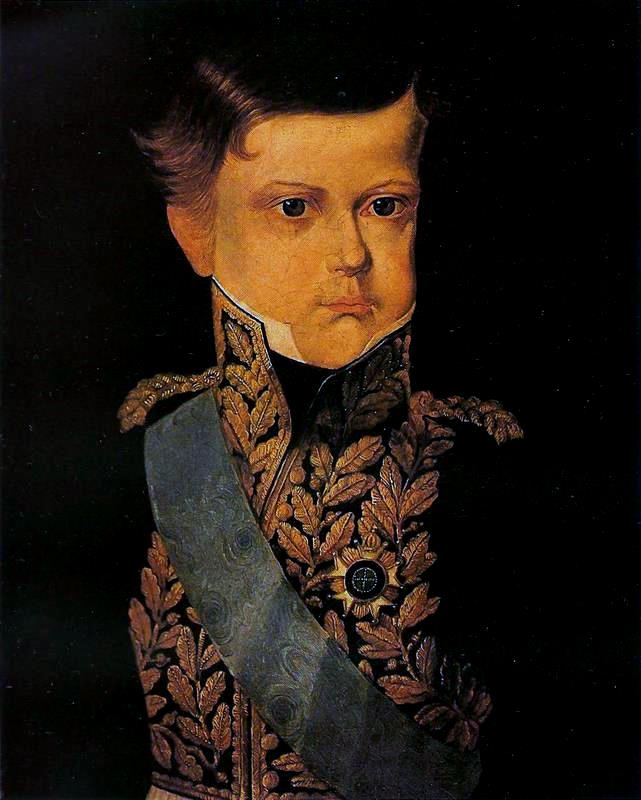
بيدرو الثاني في السادسة من عمره في صورة أُرسلت إلى جده فرانسيس الثاني عام 1832.

بعد رحيل بيدرو الأول المُتسرع، تُرِكت البرازيل مع صبي في الخامسة من عمره كرئيس للدولة. مع عدم وجود سابقة للمتابعة، وواجهت الإمبراطورية مع احتمال فترة أكثر من اثني عشر عاماً من دون مسؤول تنفيذي قوي، حيث، بموجب الدستور، فإن بيدرو الثاني لن يحقق أغلبيته ويبدأ ممارسة السلطة كإمبراطور حتى 2 ديسمبر 1843. وقد تم انتخاب مجلس الوصاية على العرش لحكم البلاد في هذه الأثناء. ولأن مجلس الوصاية لم يكن يملك سوى عدد قليل من الصلاحيات التي يمارسها الإمبراطور وكان يخضع بالكامل للجمعية العامة، فإنه لم يستطع ملء الفراغ في قمة الحكومة البرازيلية.

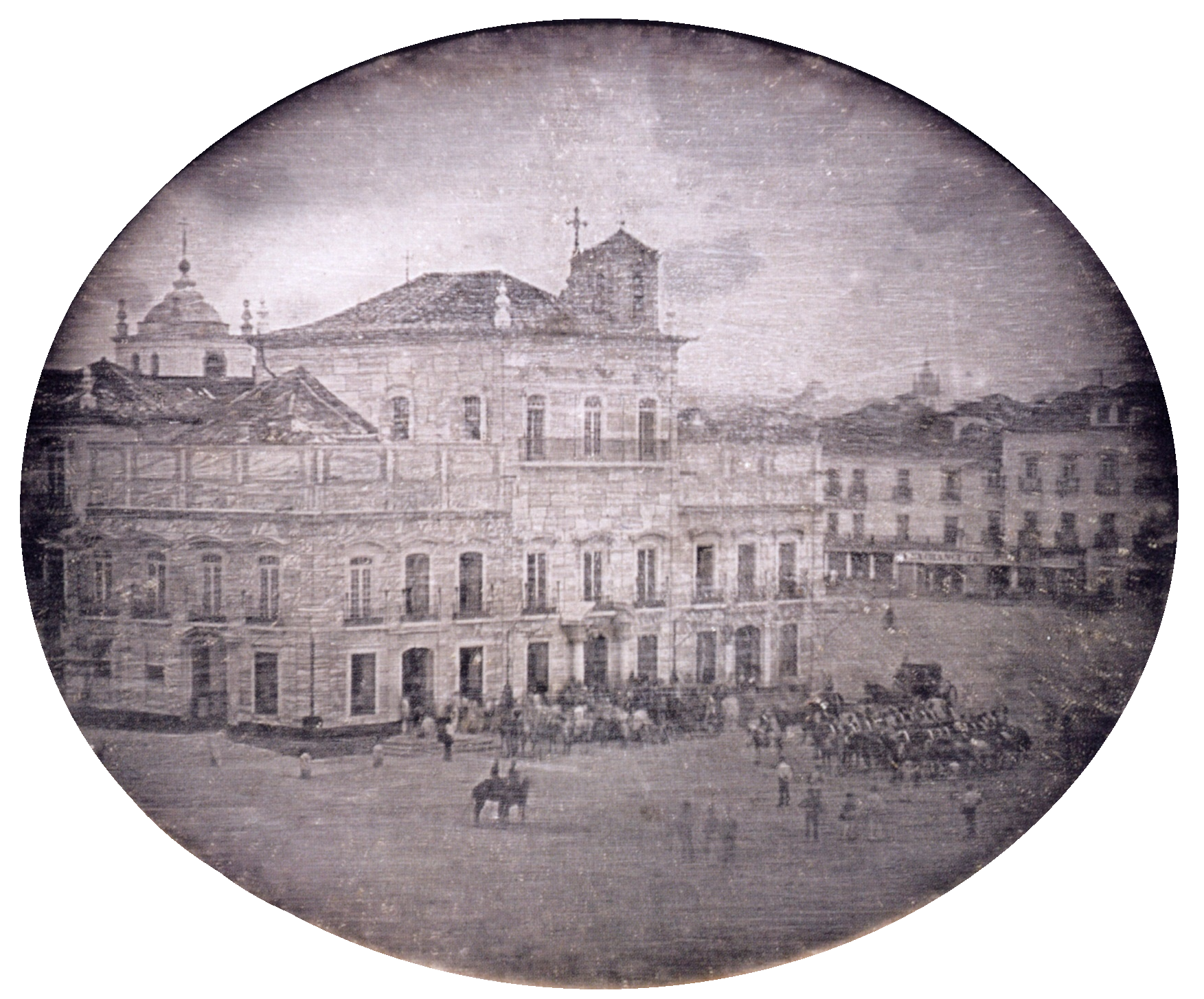
قصر المدينة، مقر الحكومة الإمبراطورية البرازيلية، في عام 1840

أثبت مجلس الوصاية على العرش انه غير قادر على حل النزاعات والمنافسات بين الفصائل السياسية الوطنية والمحلية. اعتقادًا بأن منح الحكومات الإقليمية والمحلية قدرًا أكبر من الاستقلالية سيخفف من حدة المعارضة المُتزايدة، أقرت الجمعية العامة تعديلاً دستوريًا في عام 1834، يُطلق عليه قانون Ato Adicional (كان القانون الإضافي تعديلاً للدستور البرازيلي لعام 1824، الذي صدر في 12 أغسطس 1834. وقد عزز التعديل الاستقلال الذاتي للمقاطعات.) (قانون إضافي). وبدلاً من إنهاء الفوضى، كانت هذه القوى الجديدة تغذي فقط الطموحات والتنافسات المحلية. العنف اندلع في جميع أنحاء البلاد. تنافست الأحزاب المحلية مع ضراوة متجددة للسيطرة على حكومات المقاطعات والبلديات، حيث أن أي حزب يسيطر على المحافظات سيسيطر على النظام الانتخابي والسياسي. تمردت تلك الأحزاب التي خسرت الانتخابات وحاولت أن تستولي على السلطة بالقوة، مما أسفر عن عدة تمردات.
كان السياسيون الذين وصلوا إلى السلطة خلال الثلاثينات من القرن التاسع عشر قد أصبحوا على دراية بصعوبات السلطة ومآزقها. وفقا للمؤرخ رودريك ج. بارمان، بحلول عام 1840 «فقدوا كل الثقة في قدرتهم على حكم البلاد بأنفسهم. لقد قبلوا بيدرو الثاني كشخصية سلطة كان وجودها لا غنى عنه لبقاء البلاد». يعتقد هؤلاء السياسيون (الذين سيشكلون حزب المحافظين في أربعينيات القرن التاسع عشر) أن هناك حاجة إلى شخصية محايدة - شخص يمكن أن يقف فوق الفصائل السياسية والمصالح التافهة لمعالجة النـزاعات السائدة والمعتدلة. تصوروا إمبراطوراً كان أكثر اعتماداً على الهيئة التشريعية من الملك الدستوري الذي تصوره بيدرو الأول، ولكن بصلاحيات أكبر مما دعا إليه منافسوهم في بداية مجلس الوصاية على العرش (الذي شكّل لاحقاً الحزب الليبرالي). غير أن الليبراليين حاولوا تمرير مبادرة لخفض عمر أغلبية بيدرو الثاني من سن الثامنة عشرة إلى الرابعة عشرة. أُعلن الإمبراطور لائقاً للحُكم في يوليو 1840.

### الدمج

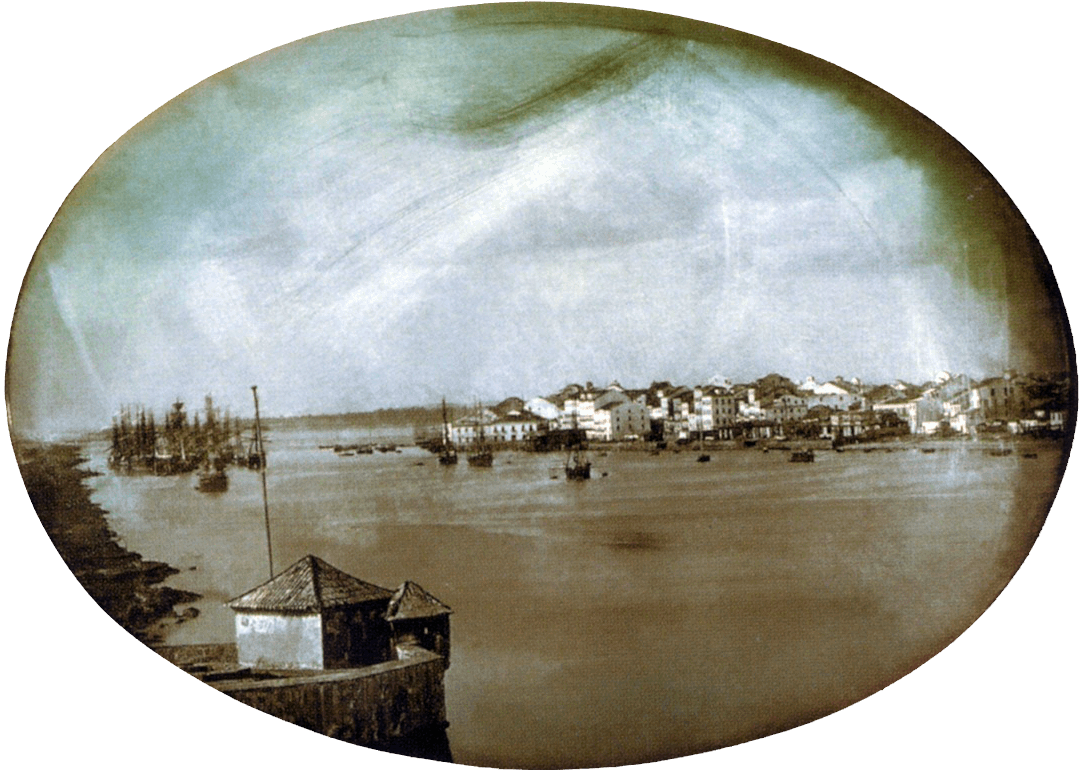
ريسيفي، عاصمة بيرنامبوكو (شمال شرق البرازيل)، بعد عامين من نهاية ثورة بارييرا

ولتحقيق أهدافهم، تحالف الليبراليون مع مجموعة من كبار موظفي القصر والسياسيين البارزين: «فصيلة المحكمة». كان الخدم جزءًا من الدائرة الداخلية للإمبراطور، وكان له تأثير كبير عليه، مما مكّن من تعيين خزانات متتالية ليبرالية. كانت هيمنتهم قصيرة الأجل، رغم ذلك. بحلول عام 1846، نضج بيدرو الثاني جسدياً وعقلياً، ولم يعد طفلًا في الرابعة عشرة من عمره غير آمن يتأثر بالنميمة والاقتراحات بمخططات سرية، وتكتيكات أخرى للتلاعب، تلاشت نقاط ضعف للإمبراطور الشاب وأصبحت قوته الشخصية في المُقدمة. ونجح في تصميم نهاية تأثير الحاشية بإزالتها من دائرته الداخلية دون التسبب في أي اضطراب عام. كما طرد الليبراليين، الذين أثبتوا عدم فاعليتهم أثناء وجودهم في السلطة، وطالبوا المحافظين بتشكيل حكومة في عام 1848.
تم اختبار قدرات الإمبراطور والحكومة المُحافظة المعينة حديثًا من خلال ثلاث أزمات بين 1848 و 1852. كانت الأزمة الأولى مواجهة ضد الاستيراد غير القانوني للعبيد. تم حظر استيراد العبيد في عام 1826 كجزء من معاهدة مع بريطانيا. واستمر الاتجار بلا هوادة، ومع ذلك أقرت الحكومة البريطانية قانون أبردين لعام 1845، سمح لسفن الحربية البريطانية بركوب السفن البرازيلية والاستيلاء على أي شخص تم العثور عليه متورطًا في تجارة الرقيق. [36] في الوقت الذي تصارعت فيه البرازيل مع هذه المشكلة، اندلع ثورة باريرا، وهو صراع بين الفصائل السياسية المحلية في مقاطعة بيرنامبوكو (وأخرى شارك فيها أنصار ليبراليين ومحاكمين)، في 6 نوفمبر 1848، ولكن تم قمعها في مارس 1849. وكانت الأخيرة تمرداً خلال الملكية، ونهايته يمثل بداية أربعين عاماً من السلام الداخلي في البرازيل. صدر قانون "Eusébio de Queirós" في 4 سبتمبر 1850 مما أعطى الحكومة سلطة واسعة لمكافحة تجارة الرقيق غير القانونية. مع هذه الأداة الجديدة، تحركت البرازيل للقضاء على استيراد العبيد، وبحلول عام 1852 انتهت هذه الأزمة الأولى، مع قبول بريطانيا بأن التجارة قد تم قمعها.

### النمو

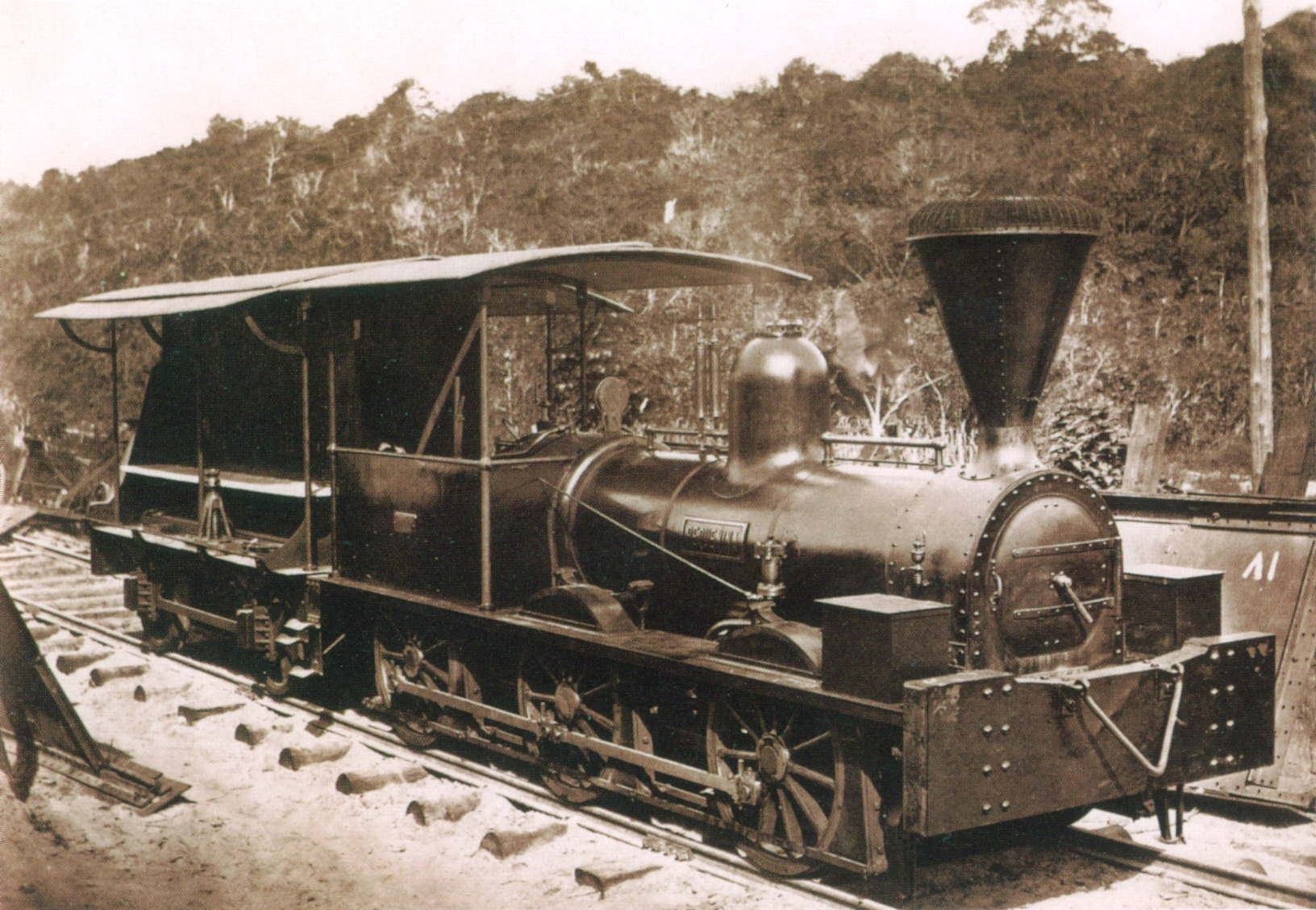
صورة قديمة تظهر قاطرة سوداء لامعة بها كابينة ذات جوانب مفتوحة ومدخنة كبيرة على شكل قمع قاطرة في مقاطعة باهيا (شمال شرق البرازيل)، ج. 1859

في بداية خمسينيات القرن التاسع عشر، كانت البرازيل تتمتع باستقرار داخلي وازدهار اقتصادي. تم تطوير البنية التحتية للبلاد، مع التقدم في بناء خطوط السكك الحديدية، وخطوط التلغراف الكهربائي والبواخر التي توحد البرازيل في كيان وطني متماسك. بعد خمس سنوات في المنصب، تم إقالة الحكومة المحافظة الناجحة وفي سبتمبر 1853، وتم تكليف ماركيز بارانا، رئيس حزب المُحافظين، بتشكيل حكومة جديدة. أراد الإمبراطور بيدرو الثاني تقديم خطة طموحة، عُرفت باسم «المصالحة»، تهدف إلى تعزيز دور البرلمان في تسوية الخلافات السياسية في البلاد.
دعا بارانا العديد من الليبراليين للانضمام إلى صفوف المحافظين وذهب إلى حد تسمية بعضهم وزراء. على الرغم من نجاح الحكومة الجديدة الكبير، فقد كانت تعاني منذ البداية من مُعارضة قوية من أعضاء حزب المُحافظين المُتطرفين الذين نبذوا المجندين الليبراليين الجدد. كانوا يعتقدون أن مجلس الوزراء أصبح آلة سياسية موبوءة بالليبراليين المتحولين الذين لم يشاركوا بصدق المثل العليا للأحزاب وكانوا مهتمين في المقام الأول بالحصول على مناصب عامة. على الرغم من عدم الثقة هذا، أظهر بارانا مرونة في صد التهديدات والتغلب على العقبات والنكسات. ومع ذلك، في سبتمبر 1856، في ذروة حياته المهنية، توفي بشكل غير متوقع، على الرغم من أن مجلس الوزراء ابقاه حتى مايو 1857.
انقسم حزب المحافظين إلى الوسط: من ناحية كان هناك المحافظون المتطرفون، ومن ناحية أخرى، المحافظون المعتدلون الذين دعموا المصالحة. كان المحافظون المتطرفون بقيادة يواكيم رودريغيز توريس، وفيكونت إيتابوراي، ويوسيبيو دي كويروس، وباولينو سواريس دي سوزا، جميع الوزراء السابقين في مجلس الوزراء 1848-1853. كان رجال الدولة الأكبر سناً قد سيطروا على حزب المحافظين بعد وفاة بارانا. في السنوات التي أعقبت عام 1857، لم يبقى أي من مجالس الوزراء لفترة طويلة. وسرعان ما انهاروا بسبب عدم وجود أغلبية في مجلس النواب.
استغل الأعضاء المتبقون في الحزب الليبرالي، الذين ضعفوا منذ سقوطهم عام 1848 وتمرد برايرا الكارثي في عام 1849، ما بدا أنه الانهيار الوشيك لحزب المحافظين للعودة إلى السياسة الوطنية بقوة متجددة. ووجهوا ضربة قوية للحكومة عندما تمكنوا من الفوز بعدة مقاعد في مجلس النواب عام 1860. عندما انشق العديد من المحافظين المعتدلين ليتحدوا مع الليبراليين لتشكيل حزب سياسي جديد ، «العصبة التقدمية»، وأصبح سيطرة المحافظين على السلطة غير مستدامة بسبب عدم وجود أغلبية حاكمة في البرلمان حتى استقالوا. وفي مايو 1862 عين بيدرو الثاني حكومة تقدمية. كانت الفترة منذ عام 1853 فترة سلام وازدهار للبرازيل: «كان النظام السياسي يعمل بسلاسة، وتم الحفاظ على الحريات المدنية، وقد بدأ إدخال خطوط السكك الحديدية والتلغراف والبواخر إلى البرازيل، ولم يعد البلد مضطربًا ، بسبب الخلافات والصراعات التي نشبت خلال السنوات الثلاثين الأولى من عمرها».

### حرب الباراغواي

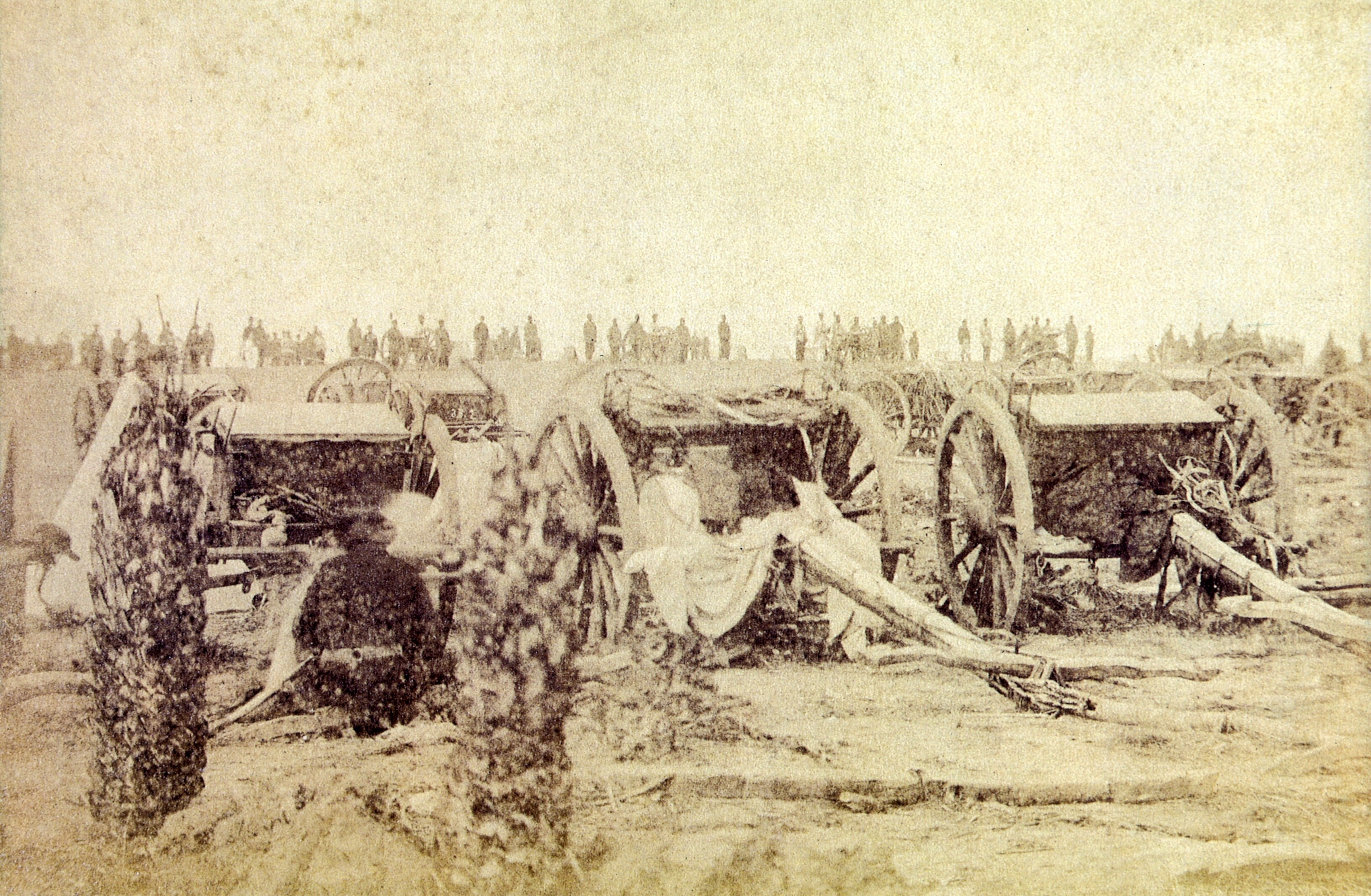
المدفعية البرازيلية في موقعها خلال حرب باراجواي ، 1866

انتهت فترة الهدوء هذه في عام 1863، عندما كاد القنصل البريطاني في ريو دي جانيرو أن يشعل حربًا بإصدار إنذار تعسفي للبرازيل ردًا على حادثتين صغيرتين (انظر سؤال كريستي). رفضت الحكومة البرازيلية الاستسلام ، وأصدر القنصل أوامر للسفن الحربية البريطانية للاستيلاء على السفن التجارية البرازيلية كتعويض. أعدت البرازيل نفسها للصراع الوشيك ، ومنحت الدفاعات الساحلية الإذن بإطلاق النار على أي سفينة حربية بريطانية حاولت الاستيلاء على السفن التجارية البرازيلية. ثم قطعت الحكومة البرازيلية العلاقات الدبلوماسية مع بريطانيا في يونيو 1863.
مع اقتراب الحرب مع الإمبراطورية البريطانية ، كان على البرازيل أن تحول انتباهها إلى حدودها الجنوبية. بدأت حرب أهلية أخرى في أوروغواي والتي حرضت أحزابها السياسية ضد بعضها البعض. أدى الصراع الداخلي إلى مقتل برازيليين ونهب ممتلكاتهم في الأوروغواي. قررت الحكومة البرازيلية التقدمية التدخل وأرسلت جيشًا غزا أوروغواي في ديسمبر 1864، لتبدأ حرب الأوروغواي القصيرة. استغل دكتاتور باراغواي المجاورة، فرانسيسكو سولانو لوبيز، الوضع في أوروغواي في أواخر عام 1864 بمحاولة ترسيخ دولته كقوة إقليمية. في نوفمبر من ذلك العام، أمر بالاستيلاء على باخرة مدنية برازيلية، مما أدى إلى اندلاع حرب باراغواي، ثم غزا البرازيل.
ما بدا في البداية على أنه تدخّل عسكري قصير ومباشر أدى إلى حرب واسعة النطاق في جنوب شرق أمريكا الجنوبية. ومع ذلك، تلاشت إمكانية نشوب صراع على جبهتين (مع بريطانيا وباراغواي) عندما أرسلت الحكومة البريطانية، في سبتمبر 1865، مبعوثًا اعتذر علنًا عن الأزمة بين الإمبراطوريتين. أدى غزو باراجواي في عام 1864 إلى صراع أطول بكثير مما كان متوقعًا، واختفى الإيمان بقدرة الحكومة التقدمية على متابعة الحرب. أيضًا، منذ بدايتها، ابتليت الرابطة التقدمية بالصراع الداخلي بين الفصائل التي شكلها المحافظون المعتدلون السابقون والليبراليون السابقون.
استقال مجلس الوزراء وعين الإمبراطور فيسكونت إيتابوراي المسن لرئاسة حكومة جديدة في يوليو 1868، إيذانا بعودة المحافظين إلى السلطة. دفع هذا كلا الجناحين التقدميين إلى تنحية خلافاتهما جانبًا، مما دفعهما إلى إعادة تشكيل حزبهما باعتباره الحزب الليبرالي. أعلن جناح تقدمي ثالث أصغر حجمًا وجذريًا نفسه جمهوريًا في عام 1870 - وهي إشارة مشؤومة للنظام الملكي. ومع ذلك، كانت «الوزارة التي شكلها فيكونت إيتابوراي هيئة أقوى بكثير من الوزارة التي حلت محلها» وانتهى الصراع مع باراغواي في مارس 1870 بانتصار كامل للبرازيل وحلفائها. قُتل أكثر من 50 ألف جندي برازيلي، وكانت تكاليف الحرب 11 ضعف الميزانية السنوية للحكومة. ومع ذلك، كانت البلاد مزدهرة لدرجة أن الحكومة كانت قادرة على سحب ديون الحرب في غضون عشر سنوات فقط. كان الصراع أيضًا حافزًا للإنتاج الوطني والنمو الاقتصادي.

### الأوج

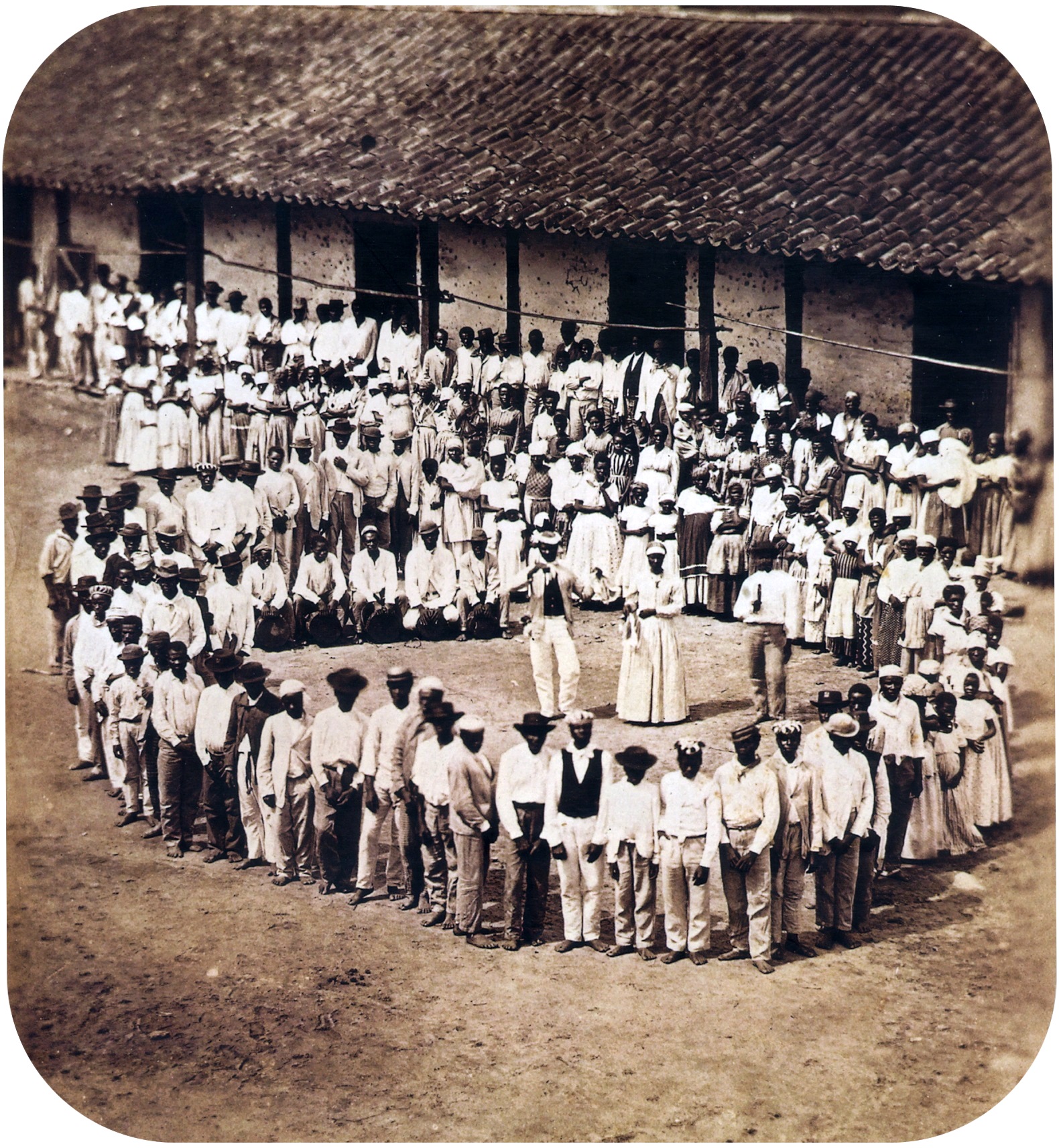
عبيد في مزرعة في ولاية ميناس جيرايس ، 1876

كان الانتصار الدبلوماسي على الإمبراطورية البريطانية والانتصار العسكري على الأوروغواي في عام 1865، الذي تلاه اختتام ناجح للحرب مع باراغواي في عام 1870، بمثابة بداية «العصر الذهبي» للإمبراطورية البرازيلية. نما الاقتصاد البرازيلي بسرعة. بدأت مشاريع السكك الحديدية والشحن وغيرها من مشاريع التحديث وازدهر الهجرة. أصبحت الإمبراطورية معروفة دوليًا كدولة حديثة وتقدمية ، في المرتبة الثانية بعد الولايات المتحدة في الأمريكتين ؛ لقد كان اقتصادًا مستقرًا سياسيًا مع إمكانات استثمارية جيدة.
في مارس 1871، عين بيدرو الثاني المحافظ خوسيه بارانهوس ، فيكونت ريو برانكو كرئيس لمجلس الوزراء الذي كان هدفه الرئيسي هو تمرير قانون لتحرير جميع الأطفال الذين يولدون للعبيد الإناث على الفور. تم تقديم مشروع القانون المثير للجدل إلى مجلس النواب في مايو وواجه "معارضة حازمة ، حظيت بتأييد حوالي ثلث النواب وسعت إلى تنظيم الرأي العام ضد الإجراء". صدر مشروع القانون أخيرًا في سبتمبر وأصبح يعرف باسم «قانون الولادة الحرة». ومع ذلك ، فإن نجاح ريو برانكو قد أضر بشدة بالاستقرار السياسي طويل الأمد للإمبراطورية. القانون "قسم المحافظين إلى المنتصف ، حيث أيد حزب واحد إصلاحات حكومة ريو برانكو ، بينما كان الفصيل الثاني - المعروف باسم escravocratas (بالإنجليزية: Slavocratas) - لا يلين في معارضتهم ، مما شكل جيلًا جديدًا من المحافظين المتطرفين.

أدى «قانون الولادة الحرة» ودعم بيدرو الثاني له إلى فقدان المحافظين المتطرفين الولاء غير المشروط للنظام الملكي. عانى حزب المحافظين من انقسامات خطيرة من قبل ، خلال خمسينيات القرن التاسع عشر، عندما أدى دعم الإمبراطور الكامل لسياسة التوفيق إلى ظهور التقدميين. كان المحافظون المتطرفون بقيادة أوزيبيو وأوروغواي وإيتابوراي الذين عارضوا المصالحة في خمسينيات القرن التاسع عشر يعتقدون مع ذلك أن الإمبراطور كان لا غنى عنه لعمل النظام السياسي: كان الإمبراطور حكماً نهائياً وحيادياً عندما هدد الجمود السياسي. على النقيض من ذلك ، فإن هذا الجيل الجديد من المحافظين المتطرفين لم يختبر الوصاية والسنوات الأولى من حكم بيدرو الثاني ، عندما كانت الأخطار الخارجية والداخلية تهدد وجود الإمبراطورية ذاته ؛ لقد عرفوا فقط الازدهار والسلام وإدارة مستقرة. بالنسبة لهم - وبالنسبة للطبقات الحاكمة بشكل عام - لم يعد وجود ملك محايد قادر على تسوية الخلافات السياسية مهمًا. علاوة على ذلك ، بما أن بيدرو الثاني قد اتخذ جانبًا سياسيًا بوضوح بشأن مسألة العبودية ، فقد تنازل عن موقفه كحكم محايد. لم ير السياسيون الشباب المحافظون أي سبب لدعم أو الدفاع عن المكتب الإمبراطوري. 